# Mic Graves
Mic Graves é um diretor de animação, escritor, produtor e dobrador britânico conhecido pelo seu trabalho em O Incrível Mundo de Gumball e O Elliott da Terra .

## Carreira de animação
Mic Graves trabalhou primeiro no Studio AKA, onde trabalhou em comerciais, sequências de títulos e identificações de 1994 a 2009; o mais famoso deles é The Canterbury Tales: Knight's Tale. Enquanto trabalhava no Studio AKA, ele foi contratado como assistente de direção de arte em The Big Knights de 1999 a 2000. Ele foi então contratado pelo criador de O Incrível Mundo de Gumball, Ben Bocquelet, para ser o diretor da série, escritor, produtor executivo e dobrador de 2011 a 2019. Depois que a série terminou em 2019, ele agora é diretor supervisor, escritor e produtor executivo de O Elliott da Terra .

## Filmografia

### Filmes curtos
| Ano  | Título                              | Função  | Notas |
| ---- | ----------------------------------- | ------- | ----- |
| 1999 | The Canterbury Tales: Knight's Tale | Diretor |       |

### Televisão
| Ano           | Título                      | Função                                                                 |
| ------------- | --------------------------- | ---------------------------------------------------------------------- |
| 1999-2000     | Os Grandes Cavaleiros       | Assistente do diretor de arte                                          |
| 2003–2005     | Aldeia dos Macacos          | Diretor criativo                                                       |
| 2011–2019     | O Incrível Mundo de Gumball | Diretor da série, escritor, produtor executivo, dobrador               |
| 2021-presente | O Elliott da Terra          | Co-criador, diretor supervisor, escritor, produtor executivo, dobrador |

## Prêmios e indicações
| Ano  | Prêmios                | Categoria                         | Resultado | Ref.  |
| ---- | ---------------------- | --------------------------------- | --------- | ----- |
| 2013 | Prêmio Emmy Kids       | Animação                          | Venceu    | [ 6 ] |
| 1999 | Prêmio BAFTA de Cinema | Melhor Curta-Metragem de Animação | Venceu    | [ 7 ] |